# Oraba
Oraba är en ort i Mexiko.   Den ligger i kommunen Huatabampo och delstaten Sonora, i den västra delen av landet, 1 400 km nordväst om huvudstaden Mexico City. Oraba ligger 7 meter över havet och antalet invånare är 189.
Terrängen runt Oraba är mycket platt. Runt Oraba är det ganska tätbefolkat, med 67 invånare per kvadratkilometer. Närmaste större samhälle är Huatabampo, 9,3 km öster om Oraba. Trakten runt Oraba består till största delen av jordbruksmark.